# Louella Parsons
Louella Parsons (nascuda Louella Rose Oettinger; Freeport, Illinois, Estats Units, 6 d'agost de 1881 - Santa Mònica, Califòrnia, Estats Units, 9 de desembre de 1972) va ser la primera columnista d'espectacles estatunidenca, que durant molts anys va ser l'àrbitre i la influència dels costums de Hollywood, moltes vegades temuda i odiada per les persones, especialment els actors, les carreres dels quals ella podia afectar negativament a través del seu programa de ràdio i columnes periodístiques.

## Biografia
Nascuda com Louella Rose Oettinger a Freeport (Illinois), filla de Joshua Oettinger i Helen Stein, tots dos jueus. Va tenir dos germans, Edwin i Fred i una germana, Rau. El 1890, la seva mare, vídua, va contreure matrimoni amb John H. Edwards. Van viure a Dixon (Illinois), més tard ciutat natal de Ronald Reagan. Mentre estava a l'escola secundària, Parsons va obtenir el seu primer treball en el Dixon Morning Star.
Amb el seu primer marit, John Parsons es van traslladar a Burlington (Iowa). La seva única filla Harriet, que es va convertir en productora de cinema, va néixer allà. A Burlington Parsons va veure la seva primera pel·lícula anomenada The Great Train Robbery de 1903.
Quan el seu matrimoni va acabar, Parsons es va traslladar a Chicago, on va començar a escriure guions per a pel·lícules per Essanay Studios. La seva filla Harriet va ser presentada com "Baby Parsons" en diverses pel·lícules, com La vareta màgica (1912), escrita per Louella Parsons. També va escriure un llibre titulat How to Write for the Movies.
El 1924 Parsons comença a escriure la primera columna de xafarderies als Estats Units pel Chicago Record Herald. William Randolph Hearst va comprar el diari el 1918 i Parsons va ser acomiadada de la seva feina ja que Hearst no havia descobert encara que les pel·lícules i les seves personalitats eren notícia. Parsons es va traslladar a Nova York i va començar a treballar pel New York Morning Telegraph escrivint una columna similar, la qual va atreure l'atenció de Hearst el 1922, i després d'una negociació per ambdues parts ella va signar un contracte i es va unir al diari de Hearst, New York American.
El 1925 Parsons va contreure tuberculosi i li van dir que li quedaven sis mesos de vida. Es va traslladar a Arizona pel clima sec i després a Los Angeles, Califòrnia, on va decidir romandre-hi; amb la malaltia en remissió va tornar a treballar convertint-se en una columnista sindicada de Hollywood per Hearst. Mentre ella i el magnat de les publicacions van desenvolupar una relació forta, la seva columna en Los Angeles Examiner va arribar a aparèixer en més de sis-cents diaris de tot el món, amb un públic de més de vint milions de lectors i Parsons es va convertir gradualment en una de les veus més poderoses en la indústria del cinema amb la seva assignació diària de xafarderies.
A principis de 1928, conduïa un programa setmanal de ràdio amb entrevistes a estrelles cinematogràfiques patrocinat per SunKist. Un programa similar va ser patrocinat el 1931 per Charis Foundation Garment. El 1934 va signar un contracte amb Campbell Soup Company i va començar a presentar un programa titulat Hollywood Hotel que mostrava a les estrelles en les escenes de les seves properes pel·lícules.
Parsons va ser especialment coneguda per la seva sorprenent habilitat de treure abans que els seus competidors les més sucoses exclusives i conèixer molts dels secrets de les celebritats. Va estar associada a diverses empreses de Hearst per la resta de la seva carrera. Parsons es va veure com l'àrbitre social i moral de Hollywood. Els seus judicis van ser considerats l'última paraula en molts casos, i el seu desfavor era temut per molts, més que la dels crítics de cinema. El seu formidable poder va romandre intacte fins al 1937, quan Hedda Hopper, una actriu de caràcter des dels temps del cinema mut, amb qui Parsons havia estat amable i que de tant en tant esmentava en la seva columna, va ser contractada per ser columnista de xafarderies d'un dels periòdics rivals de Hearst. Parsons i Hopper després es van convertir en rivals.
Parsons també va realitzar nombrosos cameos en pel·lícules, incloent Show People de 1928, Hollywood Hotel de 1937, Without Reservations de 1946 i Starlift de 1951.
El 1941 va escriure les seves memòries, The Gay Illiterate publicat per Doubleday, Dauren and Company, que es va convertir en un best-seller, va ser seguit per un altre volum el 1961 Tell It To Louella, publicat per G.P. Putnam's Sons.

## Vida personal
Parsons es va casar tres vegades, primer amb l'agent immobiliari Dement John Parsons, amb qui es va casar el 1905 i es van divorciar el 1914. Es va casar amb el seu segon espòs, John McCaffrey, Jr. el 1915. La parella més tard es va divorciar i Parsons va contreure matrimoni amb el cirurgià Henry W. Martin (a qui va anomenar "Docky") el 1926. Van romandre casats fins a la mort de Martin el 1964.
Els anys 1960 la influència de Parsons s'havia esvaït. Oficialment va deixar d'escriure la seva columna al desembre de 1965, que va ser agafada pel seu assistent, Dorothy Manners, que deia que havia estat escrivint-la durant més d'un any.
Després del seu retir, Parsons va viure en una llar d'ancians on va morir d'arterioesclerosi el 9 de desembre de 1972, als 91 anys. Com a conversa al catolicisme, es va oficiar una missa en el seu funeral a la qual van assistir unes poques persones de la indústria del cinema, amb qui havia mantingut amistat. Va ser enterrada en el cementiri de Holy Cross a Culver City, Califòrnia.
Louella Parsons té dues estrelles en el passeig de la fama de Hollywood a Hollywood, Califòrnia, una per cinematografia al 6418 de Hollywood Boulevard i una altra per ràdio al 6300 de Hollywood Boulevard.

## Àudio
- Louella Parsons el 1958